# Бухнер, Клаус
Клаус Бухнер (нем. Klaus Buchner; род. 6 февраля 1941, Мюнхен) — немецкий политик.

## Профессиональная карьера
Сын Ханса Бухнера (1906—1997), преподавателя зоологии в Мюнхенском университете. Изучал физику в Мюнхенском университете (1960—1963) и в Мюнхенском техническом университете (1963—1964), затем в течение года учился в Эдинбурге. В 1965—1970 гг. работал в Институте физики и астрофизики Общества Макса Планка, защитил докторскую диссертацию. Недолгое время работал в Центре Европейских Исследований (ЦЕРН) в Женеве, в 1971—1972 гг. преподавал в Киотском университете (Япония), в 1972 году в Чандигархском университете (Индия). В 1973—2003 гг. преподавал на отделении математики Мюнхенского технического университета. Научные интересы Бухнера лежали в области общей теории относительности и дифференциальной геометрии.

## Политическая карьера
В 1983 году Бухнер вступил в Экологическую демократическую партию (ÖDP) — малоизвестную германскую политическую организацию, сочетающую в своей программе экологические ценности с консервативной позицией по ряду социально-политических вопросов. В 1990 г. возглавил в партии Экологический совет, с 2000 г. заместитель федерального председателя. В 2003 году избран федеральным председателем партии. Переизбирался в 2004, 2006 и 2008 гг., в 2010 г. решил не выставлять свою кандидатуру. В 2008 г. вместе с председателем федерального совета партии Херманом Штридлем подал в Конституционный суд Германии жалобу о несоответствии Лиссабонского договора конституции Германии.
В 2014 году он был избран депутатом Европейского парламента. В Европарламенте вошёл в состав депутатской группы Зелёных/ЕСА и работал преимущественно в Комитете по иностранным делам, Комитете по международной торговле, подкомитете по вопросам прав человека, подкомитете по вопросам безопасности и обороны, а также в составе Делегации по отношениям с Ираном (D-IR). В 2019 году был вновь избран депутатом.
Он среди остальных сосредоточился на законодательстве о товарах двойного назначения, на энергетических вопросах, ВТО, блокчейне, принудительных браках, а также на региональных конфликтах (Кашмир, Западная Сахара). Несколько раз он давал интервью телеканалу Россия Сегодня (РС).